# 張瑋帆
張瑋帆（排灣語： （阿邦），1996年7月18日—）為臺灣健身教練、演員、前籃球運動員。張瑋帆出身屏東縣牡丹鄉，父親為排灣族人、母親是阿美族人，就讀屏東高中原先主攻跳高，最佳紀錄為194公分，但張瑋帆有感訓練太死板放棄了跳高加入籃球校隊，高三時與陳昱瑞、朱冠宇、鄭德維、曾勇誥被稱作「屏中五虎」，屏東高中最終拿下102學年度高中籃球聯賽亞軍，張瑋帆則成為屏中五虎唯一一位當選2014年U18亞青男籃賽中華臺北代表隊國手，但在亞青賽遭到教練冷凍沒什麼上場機會。張瑋帆高中畢業後就讀臺北市立大學球類競技系，大二時曾參演《High 5 制霸青春》，而籃球場上的表現在大三以前飽受傷勢所苦，其中在2017年2月騎車時與酒駕發生車禍，導致右胸需要裝上鋼板以及左膝十字韌帶斷裂。2021年張瑋帆出演《斯卡羅》「朱雷」一角。

## 外部連結
- 張瑋帆的Instagram帳戶
- 張瑋帆在fiba.basketball（英语）
- 張瑋帆在archive.fiba.com（存檔）（英语）
- 張瑋帆在Eurobasket.com（球員）（英语）